# الحضارة أمي (رواية)

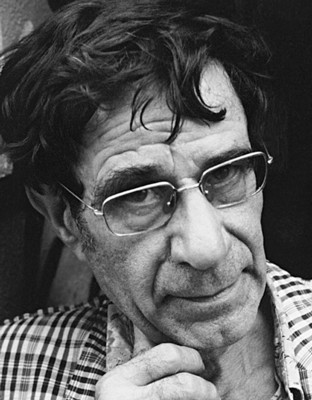

"الحضارة أمي" (بالفرنسية: La Civilisation, ma Mère !...) هي رواية كتبها الأديب المغربي إدريس الشرايبي بالفرنسية، وصدرَت لأول مرة عام 1972. نُشرت الرواية ضمن منشورات "سوي" (Éditions du Seuil) بفرنسا، وهي من أشهر أعمال الشرايبي، وأكثرها تداولًا في الساحة الأدبية المغاربية والفرنكوفونية.
في سنة 2014، تُرجمت الرواية إلى اللغة العربية على يد المترجم والأكاديمي المغربي سعيد بلمبخوت، وصدرَت الترجمة عن دار توبقال للنشر، مما أتاح للرواية حضورًا جديدًا لدى القارئ العربي.

## أحداث الرواية
تدور احداث الرواية حول أخوين ينتميان إلى الطبقة البورجوازية وهما البطل و شقيقه، اللذان يسعيان لمساعدة امهما على التحرر من عزلتها. فيُكتسب هذا التحرر من خلال التخلص من القيود والعادات التي فرضها زوجها عليها، مما يفتح امامها افاقا تمكنها من استكشاف العالم الخارجي.

## محتوى الرواية
"الحضارة أمي" تُروى بصوت ابن يتحدث عن تحوُّل والدته من امرأة تقليدية "مقهورة" داخل بيت مغربي محافظ، إلى رمز للوعي والتحرر والاستقلالية.
تنقسم الرواية إلى قسمين رئيسيين:
القسم الأول: يستعرض فيه الابن حياة الأم داخل القوقعة العائلية، حيث الجهل والطاعة والخضوع الاجتماعي والديني.
القسم الثاني: يبدأ حين تخرج الأم من البيت لأول مرة، فتدخل عالم "الحضارة"، وتبدأ بالتعلُّم، والتفكير، والنقاش، حتى تصبح فاعلة في الشأن العام، وتواكب التحولات الاجتماعية والسياسية في مغرب ما بعد الاستقلال.
الرواية تسير بأسلوب سردي بسيط لكنه عميق من حيث البنية الرمزية، إذ إن الأم تمثل المرأة المغربية والعربية عمومًا، بينما "الحضارة" تشير إلى التنوير والمعرفة والانفتاح.

## الموضوعات الرئيسية
- تحرّر المرأة
- صدام التقاليد والحداثة
- سلطة الأب والنظام البطريركي
- أثر التعليم والمعرفة
- النهوض بالمجتمع من خلال النهوض بالمرأة

## الشخصيات[2]
الإبن الأصغر: (الراوي)
الأم: بمساعدة إبنها تحاول الخروج من عزلتها والتتحرر من خوف الزوج الذي كان متشبثا بالتقاليد. تُقدَّم شخصية "الأم" في الرواية من خلال مسارين سرديين متكاملين يرويهما ابناها. في الجزء الأول، يصوّرها الابن الأصغر كامرأة نشأت في بيئة تقليدية، تزوّجت في سن مبكرة، وعاشت في عزلة معرفية واجتماعية. شكل دخول الراديو والهاتف نقطة تحول، إذ مكّناها من الخروج التدريجي من عزلتها والانفتاح على العالم. أما الجزء الثاني، فيرويه الابن الأكبر، ويبرز فيه تحوّل الأم إلى امرأة متحررة ومثقفة. بعد حصولها على شهادات علمية، أصبحت ناشطة في الدفاع عن حقوق النساء، وشاركت خلال الحرب العالمية الثانية في حملات توعية عبر أنحاء المغرب. بلغ بها الطموح حد الرغبة في لقاء الجنرال ديغول، كما نظّمت موائد مستديرة لنشر أفكارها.
الأخ نجيب
الزوج

## الترجمة إلى العربية
قام سعيد بلمبخوت بترجمة الرواية إلى اللغة العربية عام 2014، محاولًا الحفاظ على روح النص الأصلية، لا سيما التوازن بين السخرية والاحتجاج. وقد لاقت الترجمة استحسانًا في الأوساط الأدبية، خصوصًا من حيث قدرتها على تقريب النص من المتلقي العربي دون أن تفقده عمقه الرمزي.

## الأسلوب
أسلوب الكتابة الذي يتميز به إدريس الشرايبي في رواية "الحضارة أمي" يتسم بالبساطة والتواصل المباشر مع الواقع. يعتمد الكاتب على استخدام جمل قصيرة ولغة سهلة، بالإضافة إلى استخدامه السخرية كوسيلة لوصف المواقف وتسليط الضوء على الشخصيات في الرواية، وأحياناً يلجأ إلى التهكم للتعبير عن انتقاداته. تتضمن رواية العديد من المواقف الفكاهية التي استلهمها الكاتب من الواقع الشعبي المغربي، ونقلها ببراعة إلى اللغة الفرنسية.

## اقتباسات
" الأعراب يحلقون الرأس باستثناء خصلة وسطى يظنون أنه سيأتي من يشدهم منها ليأخذهم إلى الجنة ".
" مشية الأم كخيط شمي يلوح من صينية شاي نحاسية ".
" كل واحد منا يهضم الثقافة وفق معدته المعدة مرتبطة بالأكل، والأكل مرتبط بالأم ".
" الأرض بكاملها والإنسانية من ضمنها ترتوي حياتها بالماء ".

## الأثر الأدبي
تُعتبر "الحضارة أمي" من أهم روايات إدريس الشرايبي، وقد درست في جامعات مغربية وفرنسية عدة، وتُعد مرجعًا في أدب ما بعد الاستعمار، وأدب المرأة والتحولات الاجتماعية.
تُصنَّف الرواية ضمن ما يُعرف بـ"الرواية الرمزية ذات الطابع الاجتماعي".